# Stunde des Skorpions
Stunde des Skorpions ist ein Science-Fiction-Fernsehfilm in drei Teilen des Deutschen Fernsehfunks DFF und wurde im DEFA-Studio für Spielfilme produziert. Literarische Vorlage war der Roman Die Unsichtbaren von Günther Krupkat, der auch das Szenarium für die Filmadaption verfasste. Der Film wurde am 20., 21. und 23. Dezember 1968 ausgestrahlt.

## Weitere technische Daten
- Szenarium: Günther Krupkat
- Dramaturg: Walter Baumert
- Szenenbild: Günter Broberg

Erstausstrahlungen: 20., 21. und 23. Dezember 1968, Länge 5220 m

## Handlung
Sprecherstimme aus dem Off vor einer rotierenden Erde:
Das 21. Jahrhundert ist angebrochen. Ein neues Jahrtausend. Acht Milliarden Menschen bewohnen die Erde. Sie bietet allen reichlich Raum und Nahrung. Wissenschaft und Technik bezwangen Eiswüsten, verwandelten Sandmeere in Gärten, erschlossen den Reichtum der Ozeane und der Tiefen des Erdballs.
Immer neue, ungeahnte Perspektiven eröffnen sich dem friedlich forschenden Geist weit über den irdischen Bereich hinaus. Mehr und mehr verschwinden die Unterschiede im Entwicklungsniveau der Völker. Denn eine sozialistische Welt bestimmt das Geschehen.
Auf dem Wege der Menschheit in eine glückliche Zukunft drohen aber noch Gefahren. Dies ist die Geschichte einer Möglichkeit.
Glint, der Staatspräsident eines überseeischen demokratischen Staates, wird mit einer Strahlenpistole umgebracht. In dem namentlich nicht genannten Staat lebt der ehemalige Konzernchef Barry Vanderbrook. Er führt eine Organisation, die den Sozialismus bekämpft, um wieder kapitalistische Verhältnisse wie vor der Oktoberrevolution 1917 herzustellen.
Der Mord an Glint und weltweite mysteriöse Vorfälle erregen die Aufmerksamkeit der internationalen Sicherheitsorganisation IKOM, deren Hauptquartier sich in Warschau befindet. Die Täter sind immer unsichtbar. Doch als ein Unsichtbarer in der Stadt Polaria in Antarktika in das dortige Forschungslabor eindringt, in dem am Gravitron geforscht wird, begeht er beim Diebstahl von Dokumenten einen Fehler. Aus Versehen tritt der Unsichtbare in eine verschüttete Flüssigkeit, wodurch seine Existenz für die Mitarbeiter des Labors bewiesen wird. Das Gravitron soll die Schwerkraft aufheben und ungeheure Energiemengen erzeugen können.
Daraufhin beauftragt Michail Kostja, eine Art Abteilungsleiter des IKOM, seinen Mitarbeiter Pit Wendel mit der Aufklärung des Falls, da offenbar Spionage und Sabotage vorliegen. Während Dr. Kris Merten, die die Fußspuren entdeckt hat, sehr hilfsbereit ist, verhält sich ihr Arbeitskollege Frank Groneberg bei den Ermittlungen Wendels äußerst unkooperativ. Dabei haben Kris und Frank auf dem Mars schon einmal Fußspuren von Humanoiden entdeckt, die sich nicht zuordnen ließen. Außerdem sichteten sie einen riesigen Schatten, der sich keinem Objekt zuordnen ließ.
Pit Wendel stellt dem Unsichtbaren in Polaria eine Falle. Kurzfristig werden menschliche Umrisse deutlich, doch Groneberg verhindert die Gefangennahme des Eindringlings, der bei seiner Flucht zwei Wachleute mit einer Strahlenpistole verletzt.
Durch den Sekretär Vanderbrooks, „Ronny“ Harding, tatsächlich jedoch Offizier des IKOM, erfahren Kostja und Wendel, dass Vanderbrook über ein Geheimlabor verfügt, in dem Professor Orell ebenfalls an einem Gravitron arbeitet. Orells Tochter Elena ist Harding aus moralischen Gründen bei den Ermittlungen behilflich. Bei der Durchsuchung des Geheimlabors werden sie zwar von Lennart, einem engen Vertrauten Vanderbrooks, festgenommen, jedoch gelingt ihnen die Flucht mit Vanderbrooks Unterwasseryacht Cadena.
Kostja und Wendel erfahren weiterhin, dass die Cadena von Oslo kommend die Lofoten anlief und dort einen Schiffbrüchigen an Bord nahm, was jedoch von Vanderbrook streng geheim gehalten wird.
Kostja ordnet aus Sicherheitsgründen die Verlegung der Versuche am Gravitron auf die Raumstation MIRNA an, wo Kris und Frank von Pit Wendel geschützt werden. Die Raumstation wird überraschend von dem angeblichen Raumdienst-Wachschiff C 23 angeflogen, das scheinbar einen Schaden erlitten hat. Die C 23 ist jedoch tatsächlich das Raumschiff Regulus Vanderbrooks und mit seinen Gehilfen besetzt. Die Raumpiraten überfallen die Zentrale der Raumstation und wollen das Gravitron übernehmen.
Doch Wendel gelingt es, die Piraten so lange hinzuhalten, bis drei Raumschiffe des Raumdienstes erscheinen. Kurzfristig entsteht eine Duellsituation, in der sich der „Deltawerfer“ der Regulus und das Gravitron der Raumstation gegenüberstehen, doch im letzten Moment flieht die Regulus, um den Schiffen des Raumdienstes zu entkommen.
Wie sich herausstellt, hat Groneberg für Vanderbrook gearbeitet, sich aber im letzten Moment entschieden, den Diebstahl des „Gravitrons“ zu verhindern. Zurück auf der Erde, hat der Großrechner ELVIRA im Auftrag Kostjas inzwischen alle Komponenten der geheimnisvollen Ereignisse kombiniert. Dabei stellt sich heraus, dass die Unsichtbarkeit von Vanderbrooks Männern durch den Invisator erzeugt wurde. Dieses Gerät war an Bord eines außerirdischen Raumschiffs, das aus dem Sternbild Skorpion stammt.
Das Raumschiff ist von einer außerirdischen Rasse mit „halborganischen Automaten“, die Robotern ähneln, besetzt. Um ungestört Erkundungen auf Mars und Erde vornehmen zu können und um die Menschen nicht durch ihr Aussehen zu erschrecken, benutzten die Automaten den Invisator. Beim Anflug auf die Erde stürzte einer der Automaten bei den Lofoten ab und wurde von der Cadena geborgen, so dass der Invisator in die Hände Vanderbrooks geriet. Das Raumschiff verließ anschließend die Erde wieder, offenbar Richtung Sternzeichen Skorpion.
Kris Merten ist erschüttert über den Umstand, dass die Außerirdischen die Zeitmauer zwischen dem Skorpion und dem Sonnensystem überwunden haben, doch Kostja ist optimistisch:
Kein Weg ist soweit, als dass nicht auch wir ihn einst gehen werden.
Der Film blendet mit dem weiterfliegenden außerirdischen Raumschiff ab, das von ELVIRA simuliert wurde.

## Produktionshintergrund, Dramaturgie, Tricktechnik
Ästhetisch und akustisch lehnt sich der Film deutlich an die westdeutsche Fernsehserie Raumpatrouille an, die zwei Jahre zuvor ausgestrahlt und 1968 wiederholt wurde. Dies wird besonders deutlich bei einer Tanzsequenz, bei der sich die Paare zu elektronischer Musik bewegen und die an die Tänze im Starlight-Café erinnern. Die IKOM weist Parallelen zum Galaktischen Sicherheitsdienst GSD der Raumpatrouille auf.
Obwohl der Film im DEFA-Studio für Spielfilme produziert wurde, das über ausgezeichnete Möglichkeiten der Trickgestaltung verfügte, kam diese nicht zum Einsatz. Der Film ist von wenigen Außenaufnahmen, so einem Mockup der Cadena in einem „Hafen“ und kurzen Aufnahmen von Kris und Frank auf dem Mars ein reines Kammerspiel. Die kurz einmontierten Aufnahmen der Raumstation MIRNA stammen offenbar aus einem älteren Spielfilm sowjetischer Herkunft, möglicherweise Der Weg zu den Sternen.
Die Dramaturgie ist dem zeitgenössischen Kriminalfilm entlehnt; Stunde des Skorpions ist eigentlich ein „Uto-Krimi“, in dem selbst die Sequenzen auf dem Mars und in der Raumstation nur der Lösung der mysteriösen Zwischenfälle dienen. Der Film transportiert nur indirekt eine Utopie, sondern spiegelt vor allem den Kalten Krieg der Produktionszeit wider, der zur Zeit der Dreharbeiten grade mit dem Prager Frühling einen erneuten Höhepunkt erlebte.
Stunde des Skorpions blieb eine der wenigen Science-Fiction-Produktionen des DFF. Inwieweit dies mit der Rezeption des Publikums zusammenhängt oder aber mit der Gründung der Künstlerischen Arbeitsgruppe defa futurum 1970, die praktisch ein Monopol für utopische Filmstoffe in der DDR besaß, ist bislang ungeklärt.

## Kritik
Laut Filmobibliografischem Jahrbuch gab es keine zeitgenössischen Filmkritiken. Das Lexikon des Science Fiction Films urteilte gut 30 Jahre später:
Da der erste SF-Mehrteiler des DDR-Fernsehens nach dem Motto „Der Sozialismus wird siegen“ gestrickt ist … kann man diesen relativ hausbackenen, vorrangig auf Elemente des Kriminalfilms setzenden Dreiteiler heute leider nur noch als Geschichte aus einem alternativen Universum goutieren – aus einem solchen, in dem der Sozialismus doch gewonnen hat.

## Weitere utopische Produktionen des DFF
- Messeabenteuer 1999, Regie Egon Schlegel, nach dem gleichnamigen Kinderbuch von Werner Bender, Erstausstrahlung 9. März 1958.
- Gefangene des ewigen Kreises, Regie Helmut Krätzig, nach dem gleichnamigen Roman von Günther Krupkat von 1956, Erstausstrahlung 5. Mai 1960.
- Professor Tarantoga und ein seltsamer Gast, Regie Jens-Peter Proll nach einer Vorlage von Stanisław Lem, Erstausstrahlung 24. April 1979.[2]
- Moebius, Regie Matti Geschonneck, noch vom DFF 1991 produziert, Erstausstrahlung 11. September 1994 auf NDR III.